# Посади
Посади (пол. Posady, нім. Palten) — село в Польщі, у гміні Пененжно Браневського повіту Вармінсько-Мазурського воєводства.
Населення — 45 осіб (2011).
У 1975—1998 роках село належало до Ельблонзького воєводства.

## Демографія
Демографічна структура станом на 31 березня 2011 року:
|          | Загалом | Допрацездатний вік | Працездатний вік | Постпрацездатний вік |
| -------- | ------- | ------------------ | ---------------- | -------------------- |
| Чоловіки | 19      | 3                  | 16               | 0                    |
| Жінки    | 26      | 5                  | 15               | 6                    |
| Разом    | 45      | 8                  | 31               | 6                    |